# Вернісаж (Львів)

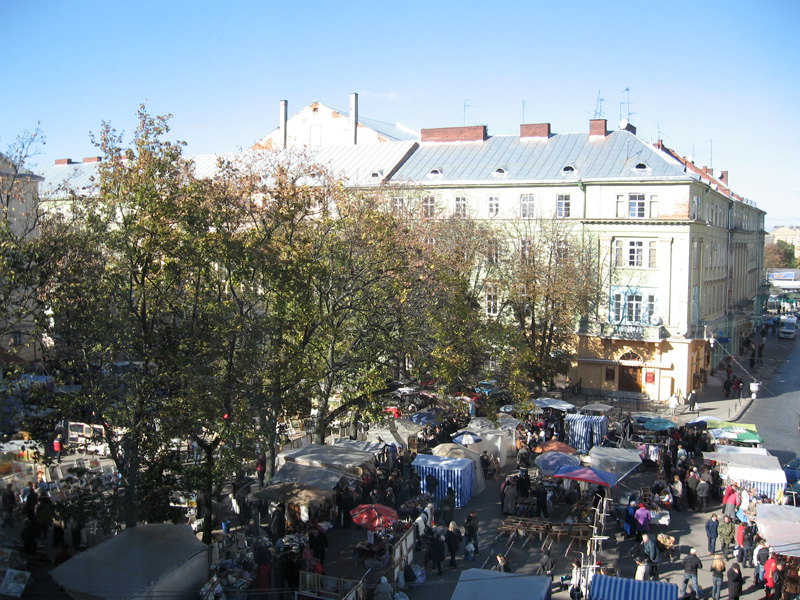
«Вернісаж»

«Верніса́ж» — стихійний ринок картин, художніх виробів, сувенірів, антикваріату у Львові. Розташований поруч з театром імені Марії Заньковецької, на площі Вічевій, що розташована між вулицями Лесі Українки, Театральною та Низький Замок. 
«Вернісаж» розпочинався в роки «Перебудови» на колишньому дитячому майданчику, на перетині вулиць Краківської та Вірменської, і завдячує своїй появі художникам. Вони першими почали виставляти тут свої роботи на продаж. А вже потім, до них долучилися майстри інших творчих ремесел. 
Згодом імпровізований мистецький ринок перемістився на майдан, який від 1990 року має назву площа Вічева. Великий вплив на таке переміщення мав другий фестиваль «Вивих», який проходив у Львові в 1992 році. 
З 2008 року тривають спроби знести «Вернісаж» під різними приводами — від «впорядкування стихійної торгівлі» до побудови готелю. Такі плани місцевої влади викликали протести громадськості, внаслідок яких знесення «Вернісажу» вдалось уникнути. Львівською міською радою 7 лютого 2013 року було прийнято рішення про облаштування стихійного ринку.